# Michael Thompson
Michael Thompson (Tucson, Arizona, 16 april 1985) is een Amerikaanse golfprofessional. Hij speelt op de Amerikaanse PGA Tour.

## Amateur
Michael Thompson zat op de University High School in Tucson en werd in 2002 en 2003 benoemd tot Arizona High School State Player of the Year. 
Thompson studeerde in 2005 en 2006 aan de Tulane University, waar hij zijn latere echtgenote Rachel Thompson ontmoette. Na de orkaan Katrina werd het golfteam van de universiteit ontbonden, waarna hij zijn studie afmaakte aan de Universiteit van Alabama, waar ook zijn beide ouders hadden gestudeerd. Ook daar speelde hij college golf. In 2007 werd hij SEC Player of the Year.
In 2007 haalde hij de finale van het US Amateur op de Olympic Club, maar verloor van Colt Knost. Door zijn finaleplaats kreeg hij een wildcard voor de Masters en het US Open van 2008. In het US Open eindigde hij op de 28ste plaats. Daarna stond hij een week op de eerste plaats van de World Amateur Golf Ranking. 

### Gewonnen
Onder meer:
- 2003: Class 4A state team championship
- 2003-2005: 5 toernooien op Tulane
- 2007: kwalificatie voor het US Amateur op de Pinewild Country Club's Magnolia Course in Pinehurst
- 2007: Greystone Invitational

## Professional
Thompson werd in juli 2008 professional. In 2010 werd hij op de Hooters Tour Player of the Year. Dat leverde hem enkele wildcards op en een jaar lang een gratis huurauto. Op de Tourschool werd hij 16de en haalde een spelerskaart voor 2011.

### Gewonnen
Hooters Tour
- 2009: Timacuan Golf Club
- 2010: Michelob Ultra Classic op The Auburn University Club